# Szaturnusz-díj a legjobb televíziós színésznőnek
A legjobb televíziós színésznőnek járó Szaturnusz-díjat évente adja át az Academy of Science Fiction, Fantasy & Horror Films szervezet. A díjjal a televíziós sci-fi, fantasy és horror-szerepléseket jutalmazzák, az 1997-es, 23. díjátadó óta.
A legtöbbször, négy egymást követő alkalommal Anna Torv nyerte el a díjat, A rejtély című sorozatért holtversenyben Caitríona Balfe (Outlander – Az idegen) című sorozatban nyújtott alakításáért, aki szintén négy díjat kapott. Jennifer Love Hewitt és Sonequa Martin-Green két-két győzelmet tudhat magáénak. 
A legtöbb jelölést, nyolc alkalommal, Gillian Anderson (X-akták) és Caitríona Balfe (Outlander – Az idegen) kapta. Sarah Michelle Gellar (Buffy, a vámpírok réme) hét jelölést szerzett. Mindketten egy-egy díjat vihettek haza. Evangeline Lilly, a Lost – Eltűntek egyik főszereplője, valamint Kyra Sedgwick (A főnök) hat-hat jelölésből nem nyert díjat. Caitríona Balfe szintén 6 jelölést tudhat magáénak három győzelemmel.
A 45 és 47. díjátadón ketté választották: kábel/hálózat-ra és streaming-re.

## Győztesek és jelöltek
(MEGJEGYZÉS: Az Év oszlop az adott művek megjelenési évére utal, a tényleges díjátadó ceremóniát a következő évben rendezték meg.)
A győzteseket félkövér betűtípus és kék háttérszín jelzi.

### 1980-as évek
| Év                  | Színésznő | Színésznő      | Magyar cím                | Eredeti cím          | Szerep             |
| ------------------- | --------- | -------------- | ------------------------- | -------------------- | ------------------ |
| 1988 (16. díjátadó) |           | Linda Hamilton | A szépség és a szörnyeteg | Beauty and the Beast | Catherine Chandler |

### 1990-es évek
| Év                  | Színésznő             | Színésznő                      | Magyar cím                 | Eredeti cím              | Szerep          |
| ------------------- | --------------------- | ------------------------------ | -------------------------- | ------------------------ | --------------- |
| 1996 (23. díjátadó) |                       | Gillian Anderson               | X-akták                    | The X-Files              | Dana Scully     |
| 1996 (23. díjátadó) | Claudia Christian     | Babylon 5                      | Babylon 5                  | Susan Ivanova            |                 |
| 1996 (23. díjátadó) | Melissa Joan Hart     | Sabrina, a tiniboszorkány      | Sabrina, the Teenage Witch | Sabrina Spellman         |                 |
| 1996 (23. díjátadó) | Lucy Lawless          | Xena: A harcos hercegnő        | Xena: Warrior Princess     | Xena                     |                 |
| 1996 (23. díjátadó) | Helen Shaver          | Poltergeist – A kopogó szellem | Poltergeist: The Legacy    | Dr. Rachel Corrigan      |                 |
| 1996 (23. díjátadó) | Megan Ward            | –                              | Dark Skies                 | Kimberly Sayers          |                 |
| 1997 (24. díjátadó) |                       | Kate Mulgrew                   | Star Trek: Voyager         | Star Trek: Voyager       | Kathryn Janeway |
| 1997 (24. díjátadó) | Gillian Anderson      | X-akták                        | The X-Files                | Dana Scully              |                 |
| 1997 (24. díjátadó) | Sarah Michelle Gellar | Buffy, a vámpírok réme         | Buffy the Vampire Slayer   | Buffy Summers            |                 |
| 1997 (24. díjátadó) | Jeri Ryan             | Star Trek: Voyager             | Star Trek: Voyager         | Hét Kilenced             |                 |
| 1997 (24. díjátadó) | Ally Walker           | Pszichozsaru                   | Profiler                   | Samantha Waters          |                 |
| 1997 (24. díjátadó) | Peta Wilson           | Nikita, a bérgyilkosnő         | La Femme Nikita            | Nikita                   |                 |
| 1998 (25. díjátadó) |                       | Sarah Michelle Gellar          | Buffy, a vámpírok réme     | Buffy the Vampire Slayer | Buffy Summers   |
| 1998 (25. díjátadó) | Gillian Anderson      | X-akták                        | The X-Files                | Dana Scully              |                 |
| 1998 (25. díjátadó) | Claudia Christian     | Babylon 5                      | Babylon 5                  | Susan Ivanova            |                 |
| 1998 (25. díjátadó) | Shannen Doherty       | Bűbájos boszorkák              | Charmed                    | Prue Halliwell           |                 |
| 1998 (25. díjátadó) | Kate Mulgrew          | Star Trek: Voyager             | Star Trek: Voyager         | Kathryn Janeway          |                 |
| 1998 (25. díjátadó) | Jeri Ryan             | Star Trek: Voyager             | Star Trek: Voyager         | Hét Kilenced             |                 |
| 1999 (26. díjátadó) |                       | Margaret Colin                 | Vissza a jelenbe           | Now and Again            | Lisa Wiseman    |
| 1999 (26. díjátadó) | Gillian Anderson      | X-akták                        | The X-Files                | Dana Scully              |                 |
| 1999 (26. díjátadó) | Claudia Black         | Csillagközi szökevények        | Farscape                   | Aeryn Sun                |                 |
| 1999 (26. díjátadó) | Shannen Doherty       | Bűbájos boszorkák              | Charmed                    | Prue Halliwell           |                 |
| 1999 (26. díjátadó) | Kate Mulgrew          | Star Trek: Voyager             | Star Trek: Voyager         | Kathryn Janeway          |                 |
| 1999 (26. díjátadó) | Sarah Michelle Gellar | Buffy, a vámpírok réme         | Buffy the Vampire Slayer   | Buffy Summers            |                 |

### 2000-es évek
| Év                  | Színésznő             | Színésznő                          | Magyar cím                              | Eredeti cím                    | Szerep         |
| ------------------- | --------------------- | ---------------------------------- | --------------------------------------- | ------------------------------ | -------------- |
| 2000 (27. díjátadó) |                       | Jessica Alba                       | Sötét angyal                            | Dark Angel                     | Max Guevara    |
| 2000 (27. díjátadó) | Gillian Anderson      | X-akták                            | The X-Files                             | Dana Scully                    |                |
| 2000 (27. díjátadó) | Charisma Carpenter    | Angel                              | Angel                                   | Cordelia Chase                 |                |
| 2000 (27. díjátadó) | Claudia Black         | Csillagközi szökevények            | Farscape                                | Aeryn Sun                      |                |
| 2000 (27. díjátadó) | Sarah Michelle Gellar | Buffy, a vámpírok réme             | Buffy the Vampire Slayer                | Buffy Summers                  |                |
| 2000 (27. díjátadó) | Kate Mulgrew          | Star Trek: Voyager                 | Star Trek: Voyager                      | Kathryn Janeway                |                |
| 2001 (28. díjátadó) |                       | Yancy Butler                       | Boszorkánykard                          | Witchblade                     | Sara Pezzini   |
| 2001 (28. díjátadó) | Jessica Alba          | Sötét angyal                       | Dark Angel                              | Max Guevara                    |                |
| 2001 (28. díjátadó) | Gillian Anderson      | X-akták                            | The X-Files                             | Dana Scully                    |                |
| 2001 (28. díjátadó) | Claudia Black         | Csillagközi szökevények            | Farscape                                | Aeryn Sun                      |                |
| 2001 (28. díjátadó) | Sarah Michelle Gellar | Buffy, a vámpírok réme             | Buffy the Vampire Slayer                | Buffy Summers                  |                |
| 2001 (28. díjátadó) | Kristin Kreuk         | Smallville                         | Smallville                              | Lana Lang                      |                |
| 2002 (29. díjátadó) |                       | Jennifer Garner                    | Alias                                   | Alias                          | Sydney Bristow |
| 2002 (29. díjátadó) | Emily Bergl           | Harmadik típusú emberrablások      | Taken                                   | Lisa Clarke                    |                |
| 2002 (29. díjátadó) | Claudia Black         | Csillagközi szökevények            | Farscape                                | Aeryn Sun                      |                |
| 2002 (29. díjátadó) | Charisma Carpenter    | Angel                              | Angel                                   | Cordelia Chase                 |                |
| 2002 (29. díjátadó) | Sarah Michelle Gellar | Buffy, a vámpírok réme             | Buffy the Vampire Slayer                | Buffy Summers                  |                |
| 2002 (29. díjátadó) | Kristin Kreuk         | Smallville                         | Smallville                              | Lana Lang                      |                |
| 2003 (30. díjátadó) |                       | Amber Tamblyn                      | Isteni sugallat                         | Joan of Arcadia                | Joan Girardi   |
| 2003 (30. díjátadó) | Eliza Dushku          | Tru Calling – Az őrangyal          | Tru Calling                             | Tru Davies                     |                |
| 2003 (30. díjátadó) | Jennifer Garner       | Alias                              | Alias                                   | Sydney Bristow                 |                |
| 2003 (30. díjátadó) | Sarah Michelle Gellar | Buffy, a vámpírok réme             | Buffy the Vampire Slayer                | Buffy Summers                  |                |
| 2003 (30. díjátadó) | Kristin Kreuk         | Smallville                         | Smallville                              | Lana Lang                      |                |
| 2003 (30. díjátadó) | Ellen Muth            | Haláli hullák                      | Dead Like Me                            | Georgia Lass                   |                |
| 2004 (31. díjátadó) |                       | Claudia Black                      | Csillagközi szökevények: Harc a békéért | Farscape: The Peacekeeper Wars | Aeryn Sun      |
| 2004 (31. díjátadó) | Kristen Bell          | Veronica Mars                      | Veronica Mars                           | Veronica Mars                  |                |
| 2004 (31. díjátadó) | Jennifer Garner       | Alias                              | Alias                                   | Sydney Bristow                 |                |
| 2004 (31. díjátadó) | Anne Heche            | A gyűrű titka                      | The Dead Will Tell                      | Emily Parker                   |                |
| 2004 (31. díjátadó) | Evangeline Lilly      | Lost – Eltűntek                    | Lost                                    | Kate Austen                    |                |
| 2004 (31. díjátadó) | Amber Tamblyn         | Isteni sugallat                    | Joan of Arcadia                         | Joan Girardi                   |                |
| 2005 (32. díjátadó) |                       | Kristen Bell                       | Veronica Mars                           | Veronica Mars                  | Veronica Mars  |
| 2005 (32. díjátadó) | Patricia Arquette     | A médium                           | Medium                                  | Allison DuBois                 |                |
| 2005 (32. díjátadó) | Jennifer Garner       | Alias                              | Alias                                   | Sydney Bristow                 |                |
| 2005 (32. díjátadó) | Kristin Kreuk         | Smallville                         | Smallville                              | Lana Lang                      |                |
| 2005 (32. díjátadó) | Evangeline Lilly      | Lost – Eltűntek                    | Lost                                    | Kate Austen                    |                |
| 2005 (32. díjátadó) | Jennifer Love Hewitt  | Szellemekkel suttogó               | Ghost Whisperer                         | Melinda Gordon                 |                |
| 2006 (33. díjátadó) |                       | Jennifer Love Hewitt               | Szellemekkel suttogó                    | Ghost Whisperer                | Melinda Gordon |
| 2006 (33. díjátadó) | Patricia Arquette     | A médium                           | Medium                                  | Allison DuBois                 |                |
| 2006 (33. díjátadó) | Kristen Bell          | Veronica Mars                      | Veronica Mars                           | Veronica Mars                  |                |
| 2006 (33. díjátadó) | Evangeline Lilly      | Lost – Eltűntek                    | Lost                                    | Kate Austen                    |                |
| 2006 (33. díjátadó) | Katee Sackhoff        | Csillagközi romboló                | Battlestar Galactica                    | Kara Thrace                    |                |
| 2006 (33. díjátadó) | Kyra Sedgwick         | A főnök                            | The Closer                              | Brenda Leigh Johnson           |                |
| 2007 (34. díjátadó) |                       | Jennifer Love Hewitt               | Szellemekkel suttogó                    | Ghost Whisperer                | Melinda Gordon |
| 2007 (34. díjátadó) | Anna Friel            | Halottnak a csók                   | Pushing Daisies                         | Charlotte Charles              |                |
| 2007 (34. díjátadó) | Lena Headey           | Terminátor – Sarah Connor krónikái | Terminator: The Sarah Connor Chronicles | Sarah Connor                   |                |
| 2007 (34. díjátadó) | Holly Hunter          | –                                  | Saving Grace                            | Grace Hanadarko                |                |
| 2007 (34. díjátadó) | Evangeline Lilly      | Lost – Eltűntek                    | Lost                                    | Kate Austen                    |                |
| 2007 (34. díjátadó) | Kyra Sedgwick         | A főnök                            | The Closer                              | Brenda Leigh Johnson           |                |
| 2008 (35. díjátadó) |                       | Mary McDonnell                     | Csillagközi romboló                     | Battlestar Galactica           | Laura Roslin   |
| 2008 (35. díjátadó) | Lena Headey           | Terminátor – Sarah Connor krónikái | Terminator: The Sarah Connor Chronicles | Sarah Connor                   |                |
| 2008 (35. díjátadó) | Evangeline Lilly      | Lost – Eltűntek                    | Lost                                    | Kate Austen                    |                |
| 2008 (35. díjátadó) | Jennifer Love Hewitt  | Szellemekkel suttogó               | Ghost Whisperer                         | Melinda Gordon                 |                |
| 2008 (35. díjátadó) | Anna Paquin           | True Blood – Inni és élni hagyni   | True Blood                              | Sookie Stackhouse              |                |
| 2008 (35. díjátadó) | Kyra Sedgwick         | A főnök                            | The Closer                              | Brenda Leigh Johnson           |                |
| 2008 (35. díjátadó) | Anna Torv             | A rejtély                          | Fringe                                  | Olivia Dunham                  |                |
| 2009 (36. díjátadó) |                       | Anna Torv                          | A rejtély                               | Fringe                         | Olivia Dunham  |
| 2009 (36. díjátadó) | Anna Gunn             | Breaking Bad – Totál szívás        | Breaking Bad                            | Skyler White                   |                |
| 2009 (36. díjátadó) | Evangeline Lilly      | Lost – Eltűntek                    | Lost                                    | Kate Austen                    |                |
| 2009 (36. díjátadó) | Jennifer Love Hewitt  | Szellemekkel suttogó               | Ghost Whisperer                         | Melinda Gordon                 |                |
| 2009 (36. díjátadó) | Anna Paquin           | True Blood – Inni és élni hagyni   | True Blood                              | Sookie Stackhouse              |                |
| 2009 (36. díjátadó) | Kyra Sedgwick         | A főnök                            | The Closer                              | Brenda Leigh Johnson           |                |

### 2010-es évek
| Év                       | Színésznő               | Színésznő                                | Magyar cím                         | Eredeti cím                                  | Szerep                                 |
| ------------------------ | ----------------------- | ---------------------------------------- | ---------------------------------- | -------------------------------------------- | -------------------------------------- |
| 2010 (37. díjátadó)      |                         | Anna Torv                                | A rejtély                          | Fringe                                       | Olivia Dunham                          |
| 2010 (37. díjátadó)      | Erica Durance           | Smallville                               | Smallville                         | Lois Lane                                    |                                        |
| 2010 (37. díjátadó)      | Elizabeth Mitchell      | V                                        | V                                  | Erica Evans                                  |                                        |
| 2010 (37. díjátadó)      | Anna Paquin             | True Blood – Inni és élni hagyni         | True Blood                         | Sookie Stackhouse                            |                                        |
| 2010 (37. díjátadó)      | Kyra Sedgwick           | A főnök                                  | The Closer                         | Brenda Leigh Johnson                         |                                        |
| 2010 (37. díjátadó)      | Sarah Wayne Callies     | The Walking Dead                         | The Walking Dead                   | Lori Grimes                                  |                                        |
| 2011 (38. díjátadó)      |                         | Anna Torv                                | A rejtély                          | Fringe                                       | Olivia Dunham                          |
| 2011 (38. díjátadó)      | Mireille Enos           | Gyilkosság                               | The Killing                        | Sarah Linden                                 |                                        |
| 2011 (38. díjátadó)      | Lena Headey             | Trónok harca                             | Game of Thrones                    | Cersei Lannister                             |                                        |
| 2011 (38. díjátadó)      | Jessica Lange           | Amerikai Horror Story                    | American Horror Story              | Constance Langdon                            |                                        |
| 2011 (38. díjátadó)      | Eve Myles               | Torchwood                                | Torchwood                          | Gwen Cooper                                  |                                        |
| 2011 (38. díjátadó)      | Kyra Sedgwick           | A főnök                                  | The Closer                         | Brenda Leigh Johnson                         |                                        |
| 2012 (39. díjátadó)      |                         | Anna Torv                                | A rejtély                          | Fringe                                       | Olivia Dunham                          |
| 2012 (39. díjátadó)      | Moon Bloodgood          | Éghasadás                                | Falling Skies                      | Anne Glass                                   |                                        |
| 2012 (39. díjátadó)      | Mireille Enos           | Gyilkosság                               | The Killing                        | Sarah Linden                                 |                                        |
| 2012 (39. díjátadó)      | Sarah Paulson           | Amerikai Horror Story: Zártosztály       | American Horror Story: Asylum      | Lana Winters                                 |                                        |
| 2012 (39. díjátadó)      | Charlotte Riley         | Az idők végezetéig                       | World Without End                  | Caris Wooler                                 |                                        |
| 2012 (39. díjátadó)      | Tracy Spiridakos        | Revolution                               | Revolution                         | Charlotte Matheson                           |                                        |
| 2013 (40. díjátadó)      |                         | Vera Farmiga                             | Bates Motel – Psycho a kezdetektől | Bates Motel                                  | Norma Louise Bates                     |
| 2013 (40. díjátadó)      | Jennifer Carpenter      | Dexter                                   | Dexter                             | Debra Morgan                                 |                                        |
| 2013 (40. díjátadó)      | Anna Gunn               | Breaking Bad – Totál szívás              | Breaking Bad                       | Skyler White                                 |                                        |
| 2013 (40. díjátadó)      | Jessica Lange           | Amerikai Horror Story: Boszorkányok      | American Horror Story: Coven       | Fiona Goode                                  |                                        |
| 2013 (40. díjátadó)      | Rachel Nichols          | Continuum                                | Continuum                          | Kiera Cameron                                |                                        |
| 2013 (40. díjátadó)      | Keri Russell            | Foglalkozásuk: amerikai                  | The Americans                      | Elizabeth Jennings                           |                                        |
| 2014 (41. díjátadó)      |                         | Caitríona Balfe                          | Outlander – Az idegen              | Outlander                                    | Claire Randall                         |
| 2014 (41. díjátadó)      | Hayley Atwell           | Carter ügynök                            | Agent Carter                       | Peggy Carter                                 |                                        |
| 2014 (41. díjátadó)      | Vera Farmiga            | Bates Motel – Psycho a kezdetektől       | Bates Motel                        | Norma Bates                                  |                                        |
| 2014 (41. díjátadó)      | Jessica Lange           | Amerikai Horror Story: Rémségek cirkusza | American Horror Story: Freak Show  | Elsa Mars                                    |                                        |
| 2014 (41. díjátadó)      | Rachel Nichols          | Continuum                                | Continuum                          | Kiera Cameron                                |                                        |
| 2014 (41. díjátadó)      | Rebecca Romijn          | A titkok könyvtára                       | The Librarians                     | Eve Baird                                    |                                        |
| 2015 (42. díjátadó)      |                         | Caitríona Balfe                          | Outlander – Az idegen              | Outlander                                    | Claire Randall                         |
| 2015 (42. díjátadó)      | Gillian Anderson        | X-akták                                  | The X-Files                        | Dana Scully                                  |                                        |
| 2015 (42. díjátadó)      | Melissa Benoist         | Supergirl                                | Supergirl                          | Kara Danvers / Supergirl                     |                                        |
| 2015 (42. díjátadó)      | Kim Dickens             | Fear the Walking Dead                    | Fear the Walking Dead              | Madison Clark                                |                                        |
| 2015 (42. díjátadó)      | Rachel Nichols          | Continuum                                | Continuum                          | Kiera Cameron                                |                                        |
| 2015 (42. díjátadó)      | Krysten Ritter          | Jessica Jones                            | Jessica Jones                      | Jessica Jones                                |                                        |
| 2015 (42. díjátadó)      | Rebecca Romijn          | A titkok könyvtára                       | The Librarians                     | Eve Baird                                    |                                        |
| 2016 (43. díjátadó)      |                         | Melissa Benoist                          | Supergirl                          | Supergirl                                    | Kara Danvers / Kara Zor-El / Supergirl |
| 2016 (43. díjátadó)      | Caitríona Balfe         | Outlander – Az idegen                    | Outlander                          | Claire Fraser                                |                                        |
| 2016 (43. díjátadó)      | Kim Dickens             | Fear the Walking Dead                    | Fear the Walking Dead              | Madison Clark                                |                                        |
| 2016 (43. díjátadó)      | Vera Farmiga            | Bates Motel – Psycho a kezdetektől       | Bates Motel                        | Norma Bates                                  |                                        |
| 2016 (43. díjátadó)      | Lena Headey             | Trónok harca                             | Game of Thrones                    | Cersei Lannister                             |                                        |
| 2016 (43. díjátadó)      | Sarah Paulson           | Amerikai Horror Story: Roanoke           | American Horror Story: Roanoke     | Audrey Tindall/Shelby Miller és Lana Winters |                                        |
| 2016 (43. díjátadó)      | Winona Ryder            | Stranger Things                          | Stranger Things                    | Joyce Byers                                  |                                        |
| 2017 (44. díjátadó)      |                         | Sonequa Martin-Green                     | Star Trek: Discovery               | Star Trek: Discovery                         | Michael Burnham                        |
| 2017 (44. díjátadó)      | Gillian Anderson        | X-akták                                  | The X-Files                        | Dana Scully                                  |                                        |
| 2017 (44. díjátadó)      | Caitríona Balfe         | Outlander – Az idegen                    | Outlander                          | Claire Fraser                                |                                        |
| 2017 (44. díjátadó)      | Melissa Benoist         | Supergirl                                | Supergirl                          | Kara Danvers / Supergirl                     |                                        |
| 2017 (44. díjátadó)      | Lena Headey             | Trónok harca                             | Game of Thrones                    | Cersei Lannister                             |                                        |
| 2017 (44. díjátadó)      | Adrianne Palicki        | Orville                                  | The Orville                        | Kelly Grayson                                |                                        |
| 2017 (44. díjátadó)      | Sarah Paulson           | Amerikai Horror Story: Szekta            | American Horror Story: Cult        | Ally Mayfair-Richards és Susan Atkins        |                                        |
| 2017 (44. díjátadó)      | Mary Elizabeth Winstead | Fargo                                    | Fargo                              | Nikki Swango                                 |                                        |
| 2018/2019 (45. díjátadó) | Kábel / Hálózat         | Kábel / Hálózat                          | Kábel / Hálózat                    | Kábel / Hálózat                              | Kábel / Hálózat                        |
| 2018/2019 (45. díjátadó) |                         | Emilia Clarke                            | Trónok harca                       | Game of Thrones                              | Daenerys Targaryen                     |
| 2018/2019 (45. díjátadó) | Caitríona Balfe         | Outlander – Az idegen                    | Outlander                          | Claire Fraser                                |                                        |
| 2018/2019 (45. díjátadó) | Melissa Benoist         | Supergirl                                | Supergirl                          | Kara Danvers / Supergirl                     |                                        |
| 2018/2019 (45. díjátadó) | Sandra Oh               | Megszállottak viadala                    | Killing Eve                        | Eve Polastri                                 |                                        |
| 2018/2019 (45. díjátadó) | Adrianne Palicki        | Orville                                  | The Orville                        | Kelly Grayson                                |                                        |
| 2018/2019 (45. díjátadó) | Candice Patton          | Flash – A Villám                         | The Flash                          | Iris West                                    |                                        |
| 2018/2019 (45. díjátadó) | Jodie Whittaker         | Ki vagy, doki?                           | Doctor Who                         | Doctor                                       |                                        |
| 2018/2019 (45. díjátadó) | Streaming               |                                          |                                    |                                              |                                        |
| 2018/2019 (45. díjátadó) |                         | Sonequa Martin-Green                     | Star Trek: Discovery               | Star Trek: Discovery                         | Michael Burnham                        |
| 2018/2019 (45. díjátadó) | Carla Gugino            | A Hill-ház szelleme                      | The Haunting of Hill House         | Olivia Crain                                 |                                        |
| 2018/2019 (45. díjátadó) | Elizabeth Lail          | Te                                       | You                                | Guinevere Beck                               |                                        |
| 2018/2019 (45. díjátadó) | Natasha Lyonne          | Végtelen matrjoska                       | Russian Doll                       | Nadia Vulvokov                               |                                        |
| 2018/2019 (45. díjátadó) | Molly Parker            | Lost in Space – Elveszve az űrben        | Lost in Space                      | Maureen Robinson                             |                                        |
| 2018/2019 (45. díjátadó) | Krysten Ritter          | Jessica Jones                            | Jessica Jones                      | Jessica Jones                                |                                        |
| 2018/2019 (45. díjátadó) | Kiernan Shipka          | Sabrina hátborzongató kalandjai          | Chilling Adventures of Sabrina     | Sabrina Spellman                             |                                        |
| 2019/2020 (46. díjátadó) |                         | Caitríona Balfe                          | Outlander – Az idegen              | Outlander                                    | Claire Fraser                          |
| 2019/2020 (46. díjátadó) | Melissa Benoist         | Supergirl                                | Supergirl                          | Kara Danvers / Supergirl                     |                                        |
| 2019/2020 (46. díjátadó) | Regina King             | Watchmen                                 | Watchmen                           | Angela Abar / Knight nővér                   |                                        |
| 2019/2020 (46. díjátadó) | Sonequa Martin-Green    | Star Trek: Discovery                     | Star Trek: Discovery               | Michael Burnham                              |                                        |
| 2019/2020 (46. díjátadó) | Thandiwe Newton         | Westworld                                | Westworld                          | Maeve Millay                                 |                                        |
| 2019/2020 (46. díjátadó) | Candice Patton          | Flash – A Villám                         | The Flash                          | Iris West                                    |                                        |
| 2019/2020 (46. díjátadó) | Rhea Seehorn            | Better Call Saul                         | Better Call Saul                   | Kim Wexler                                   |                                        |

### 2020-as évek
| Év                       | Színész            | Színész                             | Magyar cím                          | Eredeti cím                         | Szerep          |
| ------------------------ | ------------------ | ----------------------------------- | ----------------------------------- | ----------------------------------- | --------------- |
| 2021/2022 (50. díjátadó) | Kábel / Hálózat    | Kábel / Hálózat                     | Kábel / Hálózat                     | Kábel / Hálózat                     | Kábel / Hálózat |
| 2021/2022 (50. díjátadó) |                    | Rhea Seehorn                        | Better Call Saul                    | Better Call Saul                    | Kim Wexler      |
| 2021/2022 (50. díjátadó) | Caitríona Balfe    | Outlander – Az idegen               | Outlander                           | Claire Fraser                       |                 |
| 2021/2022 (50. díjátadó) | Courteney Cox      |                                     | Shining Vale                        | Pat Phelps                          |                 |
| 2021/2022 (50. díjátadó) | Kylie Bunbury      | Végtelen égbolt                     | Big Sky                             | Cassie Dewell                       |                 |
| 2021/2022 (50. díjátadó) | Melanie Lynskey    | Túlélőjátszma                       | Yellowjackets                       | Shauna                              |                 |
| 2021/2022 (50. díjátadó) | Rose McIver        | Kísértetek                          | Ghosts                              | Samantha Arondekar                  |                 |
| 2021/2022 (50. díjátadó) | Elizabeth Tulloch  | Superman és Lois                    | Superman & Lois                     | Lois Lane                           |                 |
| 2021/2022 (50. díjátadó) | Streaming          |                                     |                                     |                                     |                 |
| 2021/2022 (50. díjátadó) |                    | Ming-Na Wen                         | Boba Fett könyve                    | The Book of Boba Fett               | Fennec Shand    |
| 2021/2022 (50. díjátadó) | Millie Bobby Brown | Stranger Things                     | Stranger Things                     | Tizenegy / Tizi                     |                 |
| 2021/2022 (50. díjátadó) | Kate Siegel        | Mise éjfélkor                       | Midnight Mass                       | Erin Greene                         |                 |
| 2021/2022 (50. díjátadó) | Britt Lower        | Különválás                          | Severance                           | Helly Riggs                         |                 |
| 2021/2022 (50. díjátadó) | Erin Moriarty      | A fiúk                              | The Boys                            | Annie January / Csillagfény         |                 |
| 2021/2022 (50. díjátadó) | Elizabeth Olsen    | WandaVízió                          | WandaVision                         | Wanda Maximoff / Skarlát Boszorkány |                 |
| 2021/2022 (50. díjátadó) | Beth Riesgraf      |                                     | Leverage: Redemption                | Parker                              |                 |
| 2022/2023 (51. díjátadó) |                    | Caitríona Balfe                     | Outlander – Az idegen               | Outlander                           | Claire Fraser   |
| 2022/2023 (51. díjátadó) | Lauren Cohan       |                                     | The Walking Dead: Dead City         | Maggie Rhee                         |                 |
| 2022/2023 (51. díjátadó) | Emma D’Arcy        | Sárkányok háza                      | House of the Dragon                 | Rhaenyra Targaryen                  |                 |
| 2022/2023 (51. díjátadó) | Rebecca Ferguson   | A siló                              | Silo                                | Juliette Nichols                    |                 |
| 2022/2023 (51. díjátadó) | Tatiana Maslany    | Amazon: Ügyvéd                      | She-Hulk: Attorney at Law           | Jennifer Walters / Amazon           |                 |
| 2022/2023 (51. díjátadó) | Rose McIver        | Kísértetek                          | Ghosts                              | Samantha Arondekar                  |                 |
| 2022/2023 (51. díjátadó) | Elizabeth Tulloch  | Superman és Lois                    | Superman & Lois                     | Lois Lane                           |                 |
| 2023/2024 (52. díjátadó) |                    | Rosario Dawson                      | Ahsoka                              | Ahsoka                              | Ahsoka Tano     |
| 2023/2024 (52. díjátadó) | Jodie Foster       | True Detective – A törvény nevében  | True Detective: Night Country       | Liz Danvers                         |                 |
| 2023/2024 (52. díjátadó) | Emma D’Arcy        | Sárkányok háza                      | House of the Dragon                 | Rhaenyra Targaryen                  |                 |
| 2023/2024 (52. díjátadó) | Danai Gurira       | The Walking Dead: The Ones Who Live | The Walking Dead: The Ones Who Live | Michonne                            |                 |
| 2023/2024 (52. díjátadó) | Kathryn Hahn       | Mindvégig Agatha                    | Agatha All Along                    | Agatha Harkness                     |                 |
| 2023/2024 (52. díjátadó) | Melissa McBride    | The Walking Dead: Daryl Dixon       | The Walking Dead: Daryl Dixon       | Carol Peletier                      |                 |
| 2023/2024 (52. díjátadó) | Ella Purnell       | Fallout                             | Fallout                             | Lucy MacLean                        |                 |

## Rekordok

### Többszörös győzelmek
4 győzelem
- Anna Torv (egymást követő években)
- Caitríona Balfe

2 győzelem
- Sonequa Martin-Green
- Jennifer Love Hewitt (egymást követő években)

### Többszörös jelölések
| 8 jelölés - Gillian Anderson - Caitríona Balfe 7 jelölés - Sarah Michelle Gellar 6 jelölés - Evangeline Lilly - Kyra Sedgwick 5 jelölés - Melissa Benoist - Claudia Black - Lena Headey - Jennifer Love Hewitt - Anna Torv | 4 jelölés - Jennifer Garner - Kristin Kreuk - Kate Mulgrew 3 jelölés - Kristen Bell - Vera Farmiga - Jessica Lange - Rachel Nichols - Anna Paquin - Sarah Paulson | 2 jelölés - Jessica Alba - Patricia Arquette - Charisma Carpenter - Claudia Christian - Emma D’Arcy - Kim Dickens - Shannen Doherty - Mireille Enos - Anna Gunn - Sonequa Martin-Green - Rose McIver - Adrianne Palicki - Candice Patton - Rebecca Romijn - Jeri Ryan - Rhea Seehorn - Amber Tamblyn - Elizabeth Tulloch |

## Fordítás
- Ez a szócikk részben vagy egészben  a   Saturn Award for Best Actress on Television című angol Wikipédia-szócikk ezen változatának fordításán alapul.  Az eredeti cikk szerkesztőit annak laptörténete sorolja fel. Ez a jelzés csupán a megfogalmazás eredetét és a szerzői jogokat jelzi, nem szolgál a cikkben szereplő információk forrásmegjelöléseként.